# Eurycorypha canaliculata
Eurycorypha canaliculata är en insektsart som beskrevs av Karsch 1890. Eurycorypha canaliculata ingår i släktet Eurycorypha och familjen vårtbitare. Inga underarter finns listade i Catalogue of Life.